# Shirley Thomas William Goodwin
Shirley Thomas William Goodwin DSO, avstralski general, * 6. februar 1894, † 25. oktober 1943.